# Віолета Урмана
Віолета Урмана, уроджена Урманавічюйте (лит. Violeta Urmana, нар. 19 серпня 1961, Маріямполе, Литовська РСР, СРСР) — литовська оперна співачка сопрано та Мецо-сопрано.

## Біографія
Народилась 1961 року в Маріямполе, Литовська РСР, СРСР. Вивчала фортепіано у Вільнюській консерваторії. За рік до випуску змінила спеціальність на вокал, який продовжила вивчати в Мюнхенській вищій школі музики і театру у Астрід Варнай. З 1991 по 1993 року працювала на студії Баварської державної опери. Досить скоро почала там грати малі ролі.
Урмана отримала кілька нагород на міжнародних пісенних конкурсах. Тому пропозиції попрацювати в операх незабарились. Після ролі Мадлен де Куаньї в опері «Андреа Шеньє» у Віденській державній опері в червні 2003 року, вона змінила мецо-сопрано на драматичне сопрано. З ним в березні 2004 року вона виконала роль Ізольди опери «Трістан та Ізольда» в Римі та Леонори в «Силі долі» в Лондоні того ж року.
Урмана співпрацювала з багатьма відомими диригентами, такими як Клаудіо Аббадо, Даніель Баренбойм, Бертран де Біль, П'єр Булез, Семен Бичков, Рікардо Шалі, Джеймс Конлон, Даніеле Гатті, Валерій Гергієв, Джеймс Лівайн, Хесус Лопес-Кобос, Фабіо Луізі, Лорін Маазель, Курт Мазур, Зубін Мета, Рікардо Муті, Саймон Реттл, Дональд Ранніклз, Еса-Пекка Салонен, Франц Вельзер-Мьост, Крістіан Тілеманн тощо.
Серед її ролей навідомішими є: Зіґлінда в опері «Валькірія» на Байротському фестивалі, Іфігенія в опері «Іфігенія в Аулісі» в Ла Скалі, Мадлен в опері «Андреа Шеньє» у Віденській державній опері, леді Макбет в опері «Макбет», Ізольда в «Трістані та Ізольді», Леонора в «Силі долі», Сантуцца в «Сільській честі». Також зіграла невеликі ролі в «Джоконді», «Тосці», «Аріадні на Наксосі», «Валлі», «Аїді».

## Вибрані ролі
- Медеа в «Медеї»
- Вальдтаубе в «Піснях Гурре»
- Аїда в «Аїді»
- Азучена в «Трубадурі»
- Амелія в «Бал-маскараді»
- Аріадна «Аріадні на Наксосі»
- Брюнгільда в Зігфріді
- Єлизавета/Еболі в «Доні Карлосі»
- Ізольда в «Трістані та Ізольді»
- Юдит в «Герцозі Блаубартц Бурзі»
- Ортруда в «Лоенгрін»
- Кундрі в «Парсіфалі»
- Леді Макбет в «Макбет»
- Норма/Адальгіза в «Нормі»
- Зіглінда, Фріка, Брюнгільда в «Валькірії»
- Тоска в «Тосці»
- Валь у «Валлі»
- Джоконда в «Джоконді»
- Сантуцца в «Сільській честі»
- Венера в «Тангойзері»
- Валтрауте, Брюнгільда в «Загибелі богів»
- Сопрано/меццо-сопрано в «Реквіємі» Джузеппе Верді

## Нагороди
- 2001 Жінка року в Литві
- 2001 Співачка року в Литві
- 2001 Національна премія за вклад у мистецтво Литви
- 2002 Премія Франко Абб'яті
- 2002 Нагорода L'Opera
- 2002 Музична нагорода Королівського філармонійного товариства (Велика Британція)
- 2007 Звання почесного громадянина Маріямполе
- 2007 Нагорода LT-Tapatybe за вклад в імідж Литви закордоном
- 2007 Нагорода Всесвітньої організації інтелектуальної власності
- 2009 Нагорода «Kämmersängerin» в Австрії[1]
- 2011 Нагорода «Shine Your Light and Hope Award» від Carson J. Spencer Foundation (США)
- 2012 Звання почесного доктора Литовської академії музики та театру[2]
- 2016 Артист миру ЮНЕСКО

## Вибрана дискографія
- Das Lied von der Erde, Rückert-Lieder (Gustav Mahler): Deutsche Grammophon
- Best of Wiener Philharmoniker Vol. VII: Deutsche Grammophon
- Andrea Chénier: Decca
- Messa da Requiem Soprano: Naxos
- Messa da Requiem Mezzosoprano: EMI
- Violeta Urmana singt Lieder von List, Strauss, Berg: FARAO
- La Gioconda: EMI
- Oberto: Philips
- Tristan und Isolde: EMI
- Puccini ritrovato (famous arias und ensembles by Puccini): Deutsche Grammophon

## Вибрані DVD
- Aida — Metropolitan Opera, New York Decca
- Macbeth Bel Air classiques
- La canzone dei ricordi (Martucci) medici arts
- Aida — Teatro alla Scala, Milano (Italy Decca
- La Forza del Destino — Maggio Musicale Fiorentino Arthaus — Rai Trade
- Cavalleria Rusticana Opus Arte
- Un Ballo in Maschera — Teatro Real Opus Arte
- Don Carlos Opus Arte
- Le Rossignol EMI
- Parsifal Arthaus

## Особисте життя
Одружена з італійським оперним співаком Альфредо Нігро.